# Helga Düchting
Helga Düchting (* 3. Februar 1937 in Andernach) ist eine deutsche Politikerin (SPD) und Ehrenbürgerin der Stadt Bingen.

## Leben und Beruf
Düchting erwarb 1953 die mittlere Reife. Bis 1962 war sie als Fernmeldeassistentin tätig, anschließend war sie Hausfrau.

## Politik
Düchting trat 1971 der SPD bei. Von 1979 bis 1991 war sie Abgeordnete des rheinland-pfälzischen Landtags. Dort war sie von 1990 bis zu ihrem Ausscheiden aus dem Parlament Landtagsvizepräsidentin. 1990 wurde sie zur stellvertretenden Vorsitzenden der SPD Rheinhessen gewählt. 1992 wurde sie Beigeordnete des Landkreises Mainz-Bingen.